# Anna Lise Phillips
Anna Lise Phillips, född 7 november 1975, är en australisk skådespelare.
Phillips har bland annat medverkat i TV-serierna Harrow (2018-2019), Irreverent från 2022 och The Clearing från 2023. Hon har även medverkat i filmen Animal Kingdom från 2010.

## Filmografi (i urval)
- 2010: Animal Kingdom
- 2018-2019: Harrow
- 2022: Irreverent
- 2023: The Clearing